# 마산 요금소
마산 요금소(Masan TG)는 경상남도 창원시 의창구 동정동에 위치한 남해고속도로제1지선 본선 상의 요금소이다. 동마산 나들목에서 창원방향으로 약 1.1km, 창원 분기점에서 함안방향으로 약 3.8km 떨어진 곳에 있다. 본래 남해고속도로 개통 당시에는 남해고속도로 본선 상의 요금소였고, 요금 수납 방식은 개방식이였으나, 2001년 11월 8일 마산외곽고속도로 개통  및 지수 요금소 ~ 북부산 요금소 구간이 폐쇄식으로 전환되면서 요금 수납 방식이 개방식에서 폐쇄식으로 변경되었고, 2008년 11월 17일 마산외곽고속도로가 남해고속도로에 편입되면서 기존 남해고속도로 산인 분기점 ~ 창원 분기점 구간이 남해고속도로제1지선으로 분리됨에 따라 남해고속도로제1지선의 요금소가 되었다.

## 연혁
- 1973년 11월 14일 : 남해고속도로 순천 ~ 부산 구간 개통과 함께 영업 개시,[2] 당시에는 요금 수납 방식이 개방식이였다.
- 2001년 11월 8일 : 마산외곽고속도로 개통 및 지수 요금소 ~ 북부산 요금소 구간이 폐쇄식으로 전환됨에 따라 요금 수납 방식이 폐쇄식으로 변경
- 2008년 11월 17일 마산외곽고속도로가 남해고속도로에 편입되면서 기존 남해고속도로 산인 분기점 ~ 창원 분기점 구간이 남해고속도로제1지선으로 분리됨에 따라 남해고속도로제1지선 본선 상의 요금소가 됨.

## 교통량 정보
| 요금소        | 통행량 (대/일) | 통행량 (대/일) | 통행량 (대/일) | 통행량 (대/일) | 통행량 (대/일) | 통행량 (대/일) | 각주  |
| 요금소        | 2014년         | 2015년         | 2016년         | 2017년         | 2018년         | 2019년         | 각주  |
| ------------- | -------------- | -------------- | -------------- | -------------- | -------------- | -------------- | ----- |
| 마산 (폐쇄식) | 16,456         | 17,504         | 18,170         | 19,160         | 20,540         | 21,382         | [ 3 ] |